# Juristenprozess

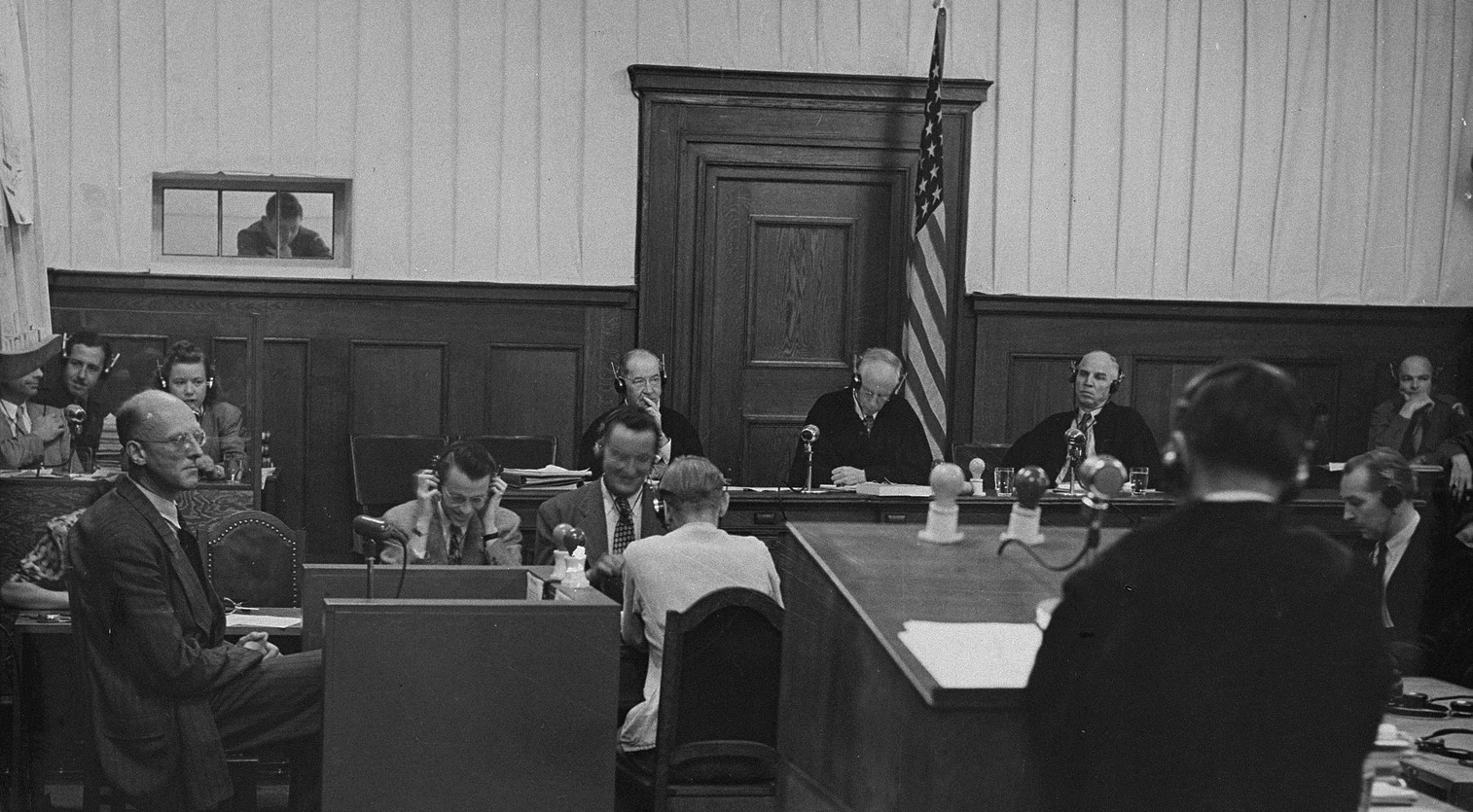
Vernehmung eines Zeugen (li.) beim Juristenprozess, im Hintergrund die Richterbank

Der Nürnberger Juristenprozess war der dritte der zwölf Nürnberger Nachfolgeprozesse gegen Verantwortliche für Gesetzgebung und Strafrechtsprechung des Deutschen Reichs zur Zeit des Nationalsozialismus. Er fand vom 5. März 1947 bis zum 4. Dezember 1947 im Nürnberger Justizpalast vor einem amerikanischen Militärgericht statt. Offiziell wurde das Verfahren als Vereinigte Staaten vs. Josef Altstötter et al. bezeichnet. Angeklagt waren 16 hohe Justizbeamte und Richter des NS-Regimes.

## Die Angeklagten
Die prominentesten Akteure der NS-Justiz lebten 1947 nicht mehr. Reichsjustizminister Franz Gürtner war im Januar 1941 verstorben, der Staatssekretär im Reichsjustizministerium und spätere Präsident des Volksgerichtshofs Roland Freisler im Februar 1945 bei einem alliierten Luftangriff ums Leben gekommen. Reichsjustizminister Otto Thierack, Herausgeber der Richterbriefe, hatte ebenso Suizid begangen wie der Präsident des Reichsgerichts Erwin Bumke. Der „Reichsrechtsführer“ und spätere Generalgouverneur für die besetzten Gebiete Polens Hans Frank war bereits 1946 im Nürnberger Prozess gegen die Hauptkriegsverbrecher zum Tode verurteilt und hingerichtet worden.
Kern der Anklage war „das NS-Rechtswesen als kriminelles Institut“. Nicht Exzesstäter wurden angeklagt, sondern jene, die als Beamte des Reichsjustizministeriums in der Zeit ab 1933 an NS-Verbrechen beteiligt waren, indem sie Gesetze entworfen und mitgestaltet oder als Staatsanwälte oder Richter am Volksgerichtshof und den Sondergerichten vollzogen hatten und damit den NS-Unrechtsstaat verkörperten. Angeklagt waren jene Juristen, „die den Dolch unter dem Talar getragen hatten“.

## Der Prozess
Gegenstand des Juristenprozesses waren der Erlass und der Vollzug bestimmter NS-Strafgesetze, namentlich solcher, die sich auf die im Zweiten Weltkrieg von der deutschen Wehrmacht besetzten Gebiete bezogen. Verhandlungsgegenstand waren etwa das sog. Gewohnheitsverbrechergesetz, die Volksschädlingsverordnung vom 5. September 1939, die Polenstrafrechtsverordnung vom 4. Dezember 1941 oder der Nacht-und-Nebel-Erlass vom 7. Dezember 1941. Aufgrund dieser Verordnungen verhängten insbesondere die Sondergerichte zahlreiche Todesurteile und dienten damit dem verbrecherischen Kriegsziel, alle ideologisch missliebigen Personen zu ermorden (politische Gegner, Juden, „Zigeuner“, Polen, Russen und Ukrainer, „Gewohnheitsverbrecher“ und sonstige „asoziale Elemente“).

### Rechtsgrundlage und Ankläger

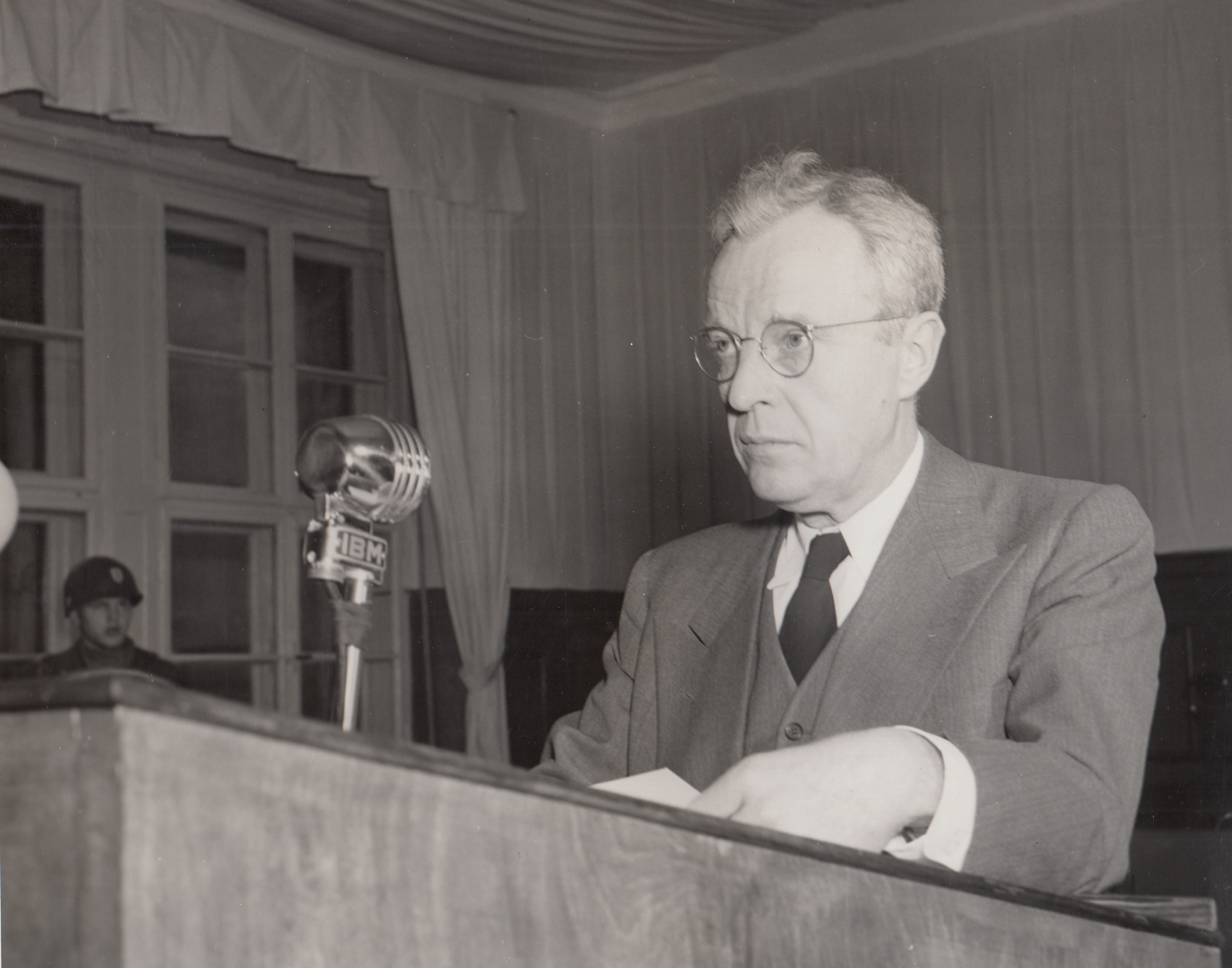
Anklagevertreter Charles M. La Follette

Basis der Anklage bildete das Kontrollratsgesetz Nr. 10 (KRG 10), das sowohl die alliierten Zonenbefehlshaber zur Errichtung von Gerichten zur Aburteilung von NS-Verbrechen ermächtigte als auch die materiellen Strafbestimmungen enthielt. Die Verordnung Nr. 7 der amerikanischen Militärregierung vom 26. Oktober 1946 regelte das Verfahren entsprechend dem angelsächsischen Prozessrecht, wonach auch im Strafverfahren nicht das Gericht den Sachverhalt ermittelt, sondern Anklage und Verteidigung dem Gericht den Prozessstoff und die Beweise vortragen. Allerdings gab es keine Jury.
Chefkläger war Telford Taylor, der auch die Anklageschrift verfasste. Die Anklagevertretung in den einzelnen Verhandlungsterminen übernahm Charles M. La Follette.

### Anklage
Die Anklageschrift vom 4. Januar 1947 beruhte auf vier Anklagepunkten (Art. II 1. a bis d KRG 10):
I   Verbrechen gegen den Frieden
II   Kriegsverbrechen
III   Verbrechen gegen die Menschlichkeit
IV   Mitgliedschaft in einer vom Internationalen Militärgerichtshof (IMT) als verbrecherisch festgestellten Organisation.
Die Anklagepunkte I bis III richteten sich gegen alle Angeklagten, der Anklagepunkt IV nur gegen einzelne Beschuldigte. Auf Antrag der Verteidigung und nach Prüfung der Rechtsgrundlage erfolgte ein Gerichtsbeschluss, den Anklagepunkt Verschwörung zur Begehung von Kriegs- und Menschlichkeitsverbrechen nicht eigenständig zu verhandeln, da den Angeklagten nicht nachzuweisen war, dass sie den Zweiten Weltkrieg als „verbrecherische Verschwörung“ erkannt hätten.
Zugestanden wurde den Angeklagten auch der Umstand, dass jede Nation in Kriegszeiten zu einer strengeren Anwendung der Strafgesetze tendiere.

### Richter
Das Gericht entschied in der Besetzung von drei amerikanischen Richtern:
- James T. Brand, Richter am Obersten Gericht des Staates Ohio, als Vorsitzender Richter
- Mallory B. Blair, Richter am Appellationsgericht in Texas, als Richter
- Justin W. Harding, früherer Richter in Alaska und Hilfsgeneralstaatsanwalt des Staates Ohio, als Richter

Carrington T. Marshall, früher Präsident am Obersten Gericht des Staates Ohio, schied kurzfristig aufgrund seines gesundheitlichen Zustands aus dem Verfahren aus und wurde durch James T. Brand ersetzt.

### Urteile
Die Urteile wurden am 3. und 4. Dezember 1947 verkündet. Vier Angeklagte wurden zu lebenslangem Zuchthaus verurteilt. Gegen sechs Angeklagte verhängte das Gericht Freiheitsstrafen von fünf bis zehn Jahren Zuchthaus. Vier Angeklagte wurden freigesprochen. Bei zwei Angeklagten wurde das Verfahren eingestellt (im einen Fall wegen Suizid vor Prozessbeginn, im anderen Fall wegen Verhandlungsunfähigkeit). Im Gegensatz zu dem Verfahren vor dem Internationalen Militärgerichtshof und zu anderen Folgeprozessen wurden keine Todesurteile verhängt. Das Urteil wurde vielfach als zu mild empfunden.
In der Begründung des Urteils setzte sich das Gericht unter anderem eingehend mit dem Argument der Verteidigung auseinander, die Angeklagten könnten nicht für Taten verurteilt werden, die zur Tatzeit nicht strafbar gewesen seien, weshalb ihnen das Unrechtsbewusstsein gefehlt habe. Diese Einwände verwarf das Gericht aber unter Hinweis auf allgemein anerkannte, auch ungeschriebene Regeln des Völkerrechts, die bereits zur Tatzeit Geltung beansprucht hätten sowie die Notwendigkeit eines Urteils der zivilisierten Welt über das „drakonische, korrupte und verderbte nationalsozialistische Rechtssystem“.
In dem 250 Druckseiten umfassenden Urteil heißt es als Begründung:

„Einfacher Mord oder Einzelfälle von Greueltaten bilden nicht den Anknüpfungspunkt für die Beschuldigung. Die Angeklagten sind solcher unermesslichen Verbrechen beschuldigt, dass bloße Einzelfälle von Verbrechenstatbeständen im Vergleich dazu unbedeutend erscheinen. Die Beschuldigung, kurz gesagt, ist die der bewussten Teilnahme an einem über das ganze Land verbreiteten und von der Regierung organisierten System der Grausamkeit und Ungerechtigkeit und der Verletzung der Kriegsgesetze und der Gesetze der Menschlichkeit, begangen im Namen des Rechts unter der Autorität des Justizministeriums mit Hilfe der Gerichte. Der Dolch des Mörders war unter der Robe des Richters verborgen.“

### Urteile gegen die einzelnen Angeklagten
| Bild | Angeklagter Rang                                                              | Funktion                                                                                             | Verteidiger                                                    | Assistent des Verteidigers | Schuldig nach Anklagepunkt | Urteil |
| ---- | ----------------------------------------------------------------------------- | --- | -------------------------------------------------------------- | -------------------------- | --- | --- |
|      | Josef Altstötter SS-Oberführer * 1892; † 1979                                 | Ministerialdirektor und Leiter der Abteilung für bürgerliches Recht im Reichsjustizministerium (RMJ) | Hermann Orth                                                   | Ludwig Altstötter          | IV (SS-Mitglied trotz Kenntnis von deren Verbrechen) | 5 Jahre 1950 vorzeitig aus der Haft entlassen |
|      | Wilhelm von Ammon * 1903; † 1992                                              | Ministerialrat für die Strafrechtspflege im RMJ                                                      | Egon Kubuschok                                                 | Hubertus Janicki           | II, III (Mitwirkung am Nacht-und-Nebel-Erlass) | 10 Jahre Begnadigung im Januar 1951 |
|      | Paul Barnickel * 1885; † 1966                                                 | Reichsanwalt am Volksgerichtshof                                                                     | Edmund Tipp                                                    | Rudolf Schmidt             | | Freispruch aus Mangel an Beweisen |
|      | Hermann Cuhorst * 1899; † 1991                                                | Senatspräsident und Vorsitzender am Sondergericht Stuttgart                                          | Richard Brieger                                                | Karl Hassfürther           | | Freispruch aus Mangel an Beweisen |
|      | Karl Engert SS-Oberführer * 1877; † 1951                                      | Ministerialdirektor im RMJ, Vizepräsident des Volksgerichtshofes                                     | Hans Marx (bis 31. Juli 1947) Heinrich Link (ab 31. Juli 1947) | -                          | | Wegen Krankheit aus dem Verfahren ausgeschieden |
|      | Günther Joël SS-Obersturmbannführer * 1903; † 1978                            | Ministerialrat im RMJ, danach Generalstaatsanwalt in Hamm                                            | Carl Haensel                                                   | Herbert Thiele-Fredersdorf | II, III, IV (Mitwirkung am Nacht-und-Nebel-Erlass; NSDAP- und SS-Mitglied) | 10 Jahre Begnadigung im Januar 1951 |
|      | Herbert Klemm * 1903; † 1963                                                  | Staatssekretär im RMJ                                                                                | Alfred Schilf                                                  | Erhard Heinke              | II, III (insbesondere Ablehnung von Gnadengesuchen bei Todesurteilen, die auf durch Folter erzwungenen Geständnissen beruhten; Erschießung von 700 bis 800 Gefangenen des Zuchthauses Sonnenburg bei Heranrücken der Roten Armee) | Lebenslang Herabgesetzt auf 20 Jahre Im Februar 1957 vorzeitig aus der Haft entlassen |
|      | Ernst Lautz * 1887; † 1979                                                    | Oberreichsanwalt beim Volksgerichtshof                                                               | Heinrich Grube                                                 | -                          | II, III (Anklagevertreter im Verfahren gegen Beteiligte des Attentats vom 20. Juli 1944, Mitwirkung an zahlreichen Todesurteilen)                                                                                                 | 10 Jahre Begnadigung im Januar 1951 |
|      | Wolfgang Mettgenberg * 1882; † 1950                                           | Ministerialdirigent für Strafrechtspflege im RMJ mit besonderem Aufgabenbereich besetzte Gebiete     | Alfred Schilf                                                  | Erhard Heinke              | II, III (Mitwirkung am Nacht-und-Nebel-Erlass) | 10 Jahre 1950 verstorben |
|      | Günther Nebelung * 1896; † 1970                                               | Präsident des IV. Senats des Volksgerichtshofes                                                      | Karl Dötzer                                                    | Gerda Dötzer               | | Freispruch aus Mangel an Beweisen |
|      | Rudolf Oeschey Gauhauptstellenleiter des Rechtsamtes der NSDAP * 1903; † 1980 | Landgerichtsrat beim Sondergericht Nürnberg                                                          | Werner Schubert                                                | Hans Pribilla              | III, IV („Rechtsbeugung durch Rechtsprechung“, zahlreiche Todesurteile; Mitgliedschaft im Führungskorps der NSDAP) | Lebenslang 1951 auf 20 Jahre herabgesetzt Im Mai 1955 vorzeitig aus der Haft entlassen |
|      | Hans Petersen * 1885; † 1963                                                  | Laienrichter des I. Senats des Volksgerichtshofes                                                    | Rudolf Aschenauer                                              | Otfried Schwarz            | | Freispruch aus Mangel an Beweisen |
|      | Oswald Rothaug * 1897; † 1967                                                 | Vorsitzender des Sondergerichts Nürnberg, zuletzt Reichsanwalt beim Volksgerichtshof                 | Josef Kössl                                                    | Adolf Hüttl                | III (Rechtsbeugung; zahlreiche Todesurteile, darunter gegen Leo Katzenberger im März 1942) | Lebenslang Zuchthaus Herabgesetzt auf 20 Jahre Im Dezember 1956 vorzeitig aus der Haft entlassen                                                                                              |
|      | Curt Rothenberger * 1896; † 1959                                              | Oberlandesgerichtspräsident in Hamburg, danach Staatssekretär im RMJ                                 | Erich Wandschneider                                            | Helmut Bothe               | II, III (Justizlenkung, Auslieferung von Gefangenen an SS und Polizei) | 7 Jahre Zuchthaus Im August 1950 vorzeitig aus der Haft entlassen |
|      | Franz Schlegelberger * 1876; † 1970                                           | Staatssekretär im RMJ und 1941/1942 geschäftsführender Reichsjustizminister                          | Egon Kubuschok                                                 | Hubertus Janicki           | I, III („Preisgabe des Rechtssystems zur Erreichung verbrecherischer Ziele“) | Lebenslanges Zuchthaus Im Januar 1951 vorläufige Haftentlassung unter Auflagen wegen Haftunfähigkeit 1957 Herabsetzung der Strafe auf den verbüßten Teil durch den amerikanischen Botschafter |
|      | Carl Westphal * 1902; † 1947                                                  | Ministerialrat im RMJ                                                                                |                                                                |                            | | Suizid vor Verhandlungsbeginn |

## Strafvollstreckung
Am 31. Januar 1951 entschied der amerikanische Hohe Kommissar John Jay McCloy, nach Empfehlung eines beratenden Ausschusses, den Gnadengesuchen der in der Justizvollzugsanstalt Landsberg Inhaftierten von Ammon, Joel und Lautz stattzugeben und setzte ihre Strafe auf den verbüßten Teil herab. Außerdem wurden die Strafen von Klemm, Oeschey und Rothaug von lebenslänglich auf 20 Jahre herabgesetzt. Das Gnadengesuch für Schlegelberger lehnte der Hohe Kommissar ab, gewährte aber, nach dem Paroleverfahren des amerikanischen Rechts, einstweilen eine krankheitsbedingte Haftverschonung unter jederzeit änderbaren Bedingungen. Dazu zählte auch das Verbot, sich geschäftlich oder schriftstellerisch zu betätigen. Schlegelberger veröffentlichte bereits 1952 wieder. Im Jahr 1957 setzte der amerikanische Botschafter Schlegelbergers Strafe auf den verbüßten Teil herab.

## Rezeption

### Veröffentlichung des Urteils
Im Jahr 1948 veröffentlichte das allgemeine Justizamt für die Britische Zone in Hamburg den allgemeinen Teil des Urteils, während der besondere Teil mit den Ausführungen zur Funktionsweise der NS-Justiz und zu den Taten der einzelnen Angeklagten damals „nur für den Dienstgebrauch“ veröffentlicht wurde.
Die Veröffentlichung des Urteils in der DDR im Jahr 1969 wurde in Westdeutschland kaum wahrgenommen.
Auch die Ausgabe von Heribert Ostendorf aus dem Jahr 1985 enthält nicht den vollständigen Text der deutschen Fassung des Urteils. Dieser wurde erst 1996 von Lore Maria Peschel-Gutzeit vollständig in der amtlichen Übersetzung abgedruckt.
Manche Autoren, z. B. Telford Taylor – für heutige Juristen und Historiker sei stellvertretend Klaus Bästlein genannt – sehen in der fehlenden Dokumentation des Urteils den Grund dafür, dass die deutsche Rechtswissenschaft wegen des vermeintlichen Verstoßes gegen den Grundsatz „nullum crimen sine lege“ bzw. „nulla poena sine lege“ überwiegend das Urteil ablehnte und sich in der Folgezeit nicht mehr mit dem Urteil befasste.

### Filme
Zum 75. Jahrestag produzierte das Bundesministerium der Justiz aus Original-Filmmaterial der US-Army, welches das Memorium Nürnberger Prozesse für diesen Zweck zur Verfügung gestellt hatte, den ersten und bisher einzigen Dokumentarfilm über den Juristenprozess mit dem Titel „Der Nürnberger Juristenprozess - Das Versagen einer Juristengeneration vor Gericht“.
Der Juristenprozess war 1961 die Vorlage für den amerikanischen Spielfilm Judgement at Nuremberg, deutsch Urteil von Nürnberg mit Spencer Tracy, Burt Lancaster und Maximilian Schell in den Hauptrollen.